# JT Marcinkowski
James Thomas „JT” Marcinkowski (ur. 9 maja 1997 w Alamo) – amerykański piłkarz pochodzenia polskiego występujący na pozycji bramkarza, od 2025 roku zawodnik Los Angeles Galaxy.